# Aleksander Trąbczyński
Aleksander Trąbczyński (ur. 1 października 1956 w Szamotułach) – polski aktor teatralny i filmowy.

## Życiorys
Absolwent Państwowej Wyższej Szkoły Filmowej, Telewizyjnej i Teatralnej im. Leona Schillera w Łodzi. W tym samym roku, 13 września, miał miejsce jego debiut teatralny. W latach 1980–82 występował w Teatrze Nowym w Poznaniu, zaś od 1982 roku jest aktorem Teatru Powszechnego w Warszawie.

## Filmografia
- 1984: Dzień czwarty – powstaniec
- 1984: Umarłem, aby żyć – szpicel śledzący Wójcika
- 1986: Zmiennicy – Mroczek, redaktor z TV
- 1987: Rzeka kłamstwa – Maksym Szosland, narzeczony Jadźki (odc. 6)
- 1988: Dekalog II – kolega kochanka Doroty
- 1989: Po własnym pogrzebie – tajniak
- 1989: Urodzony po raz trzeci – tajniak na posterunku policji w Kielcach
- 1989: Virtuti – Johanes Stoltz, wzięty do niewoli zwiadowca niemiecki
- 1990: Korczak – gestapowiec kierujący kręceniem filmu w Getcie
- 1990: Rozmowy o miłości – Robert, mąż Elżbiety
- 1991: Koniec gry
- 1996: Miejsce zbrodni – Grenczuk, człowiek Gerbera
- 1997–2010: Klan – Barkowski, radny, ojciec Tomka, kolegi z klasy Maćka Lubicza
- 1998: Matki, żony i kochanki – barman w lokalu Waldemara
- 1998–2002: Miodowe lata – Bolek
- 2000–2001: Miasteczko
- 2000: Słoneczna włócznia – dyrektor banku (odc. 5 i 7)
- 2000–2001: Złotopolscy – szef firmy remontującej restaurację Marty Gabriel (odc. 299, 307 i 308)
- 2001: M jak miłość – geodeta (odc. 16)
- 2001: Marszałek Piłsudski – Jan Piłsudski, brat Józefa Piłsudskiego (odc. 1 i 6)
- 2002: Plebania – ksiądz Jarek, rezydent księdza Mundka prowadzący rekolekcje w Tulczynie (odc. 157 i 158); Andrzej (lata 2009–2010)
- 2003: Psie serce – Wiktor (odc. 18)
- 2004–2006: Pensjonat pod Różą – Tomek Adamski, mąż Dusi
- 2006: Egzamin z życia – nauczyciel Anny Chełmickiej (odc. 48)
- 2006–2008: Samo życie – 2 role: kierownik restauracji (odc. 783, 784) i Bartosz Skrzypczyk, kochanek Anity Kubiak
- 2006: Fałszerze – powrót Sfory – Schlenhoff, wspólnik Gozdawy (odc. 1 i 14)
- 2006: Magda M. – Tomasz Jończyk (odc. 34)
- 2006–2007: Pogoda na piątek – klient Grażyny
- 2007: Ekipa – oficer ABW (odc. 3 i 4)
- 2007: I kto tu rządzi? – doktor Karpowicz (odc. 21, 35 i 47)
- 2007: Na dobre i na złe – Milewski (odc. 315)
- 2007: Ogród Luizy – policjant
- 2007: Ryś – policjant Gzyms
- 2008: Doręczyciel – lekarz (odc. 5)
- 2008: Faceci do wzięcia (odc. 75)
- 2008: Ile waży koń trojański? – motocyklista, mąż kierowniczki DPT w Sopocie
- 2008: To nie tak jak myślisz, kotku
- 2008: Wichry Kołymy – Krywicki
- 2009: Ranczo – Holender (odc. 43)
- 2010: Ludzie Chudego – inspektor Wolski (odc. 11 i 12)
- 2011: Usta usta – lekarz (odc. 34)
- 2011: Układ warszawski – nadinspektor (odc. 1)
- 2011: Księstwo
- 2013: Prawo Agaty – inżynier na budowie (odc. 31)
- 2017: M jak miłość – lekarz